# Pandanus distentus
Pandanus distentus är en enhjärtbladig växtart som beskrevs av Harold St.John. Pandanus distentus ingår i släktet Pandanus och familjen Pandanaceae. Inga underarter finns listade.